# Чемпионат наций КОНКАКАФ 1971 (отборочный турнир)
14 стран КОНКАКАФ подали заявки на участие в Чемпионате наций КОНКАКАФ 1971 года.  Коста-Рика (действующий чемпион КОНКАКАФ) и  Тринидад и Тобаго (хозяин чемпионата) получили путёвки автоматически, остальные 12 стран были разбиты на 3 зоны:
- Карибская зона — 6 стран:
  - Первый этап — 3 пары в двух матчах определяют участников второго этапа;
  - Второй этап — 3 победителя первого этапа в круговом турнире[1] определяют обладателей двух путёвок;
- Центральноамериканская зона — 4 страны:
  - Первый этап — 2 пары в двух матчах определяют финалистов;
  - Второй этап — 2 команды в двух[2] матчах определяют обладателя путёвки;
- Североамериканская зона — 2 страны в двух матчах определяют обладателя путёвки.

## Карибская зона

### Первый этап
| 1 октября 1971 | \| Суринам \| 4 - 1 \| Гайана \| | Парамарибо |
| Суринам        | 4 - 1                            | Гайана     |

| 4 октября 1971 | \| Гайана \| 2 - 3 \| Суринам \| | Джорджтаун |
| Гайана         | 2 - 3                            | Суринам    |

 Суринам победил с суммарным счётом 7-2 и вышел во второй этап.
 Нидерландские Антильские острова отказались,  Гаити вышли во второй этап.
| 1 октября 1971 | \| Ямайка \| 0 - 1 \| Куба \| | Кингстон |
| Ямайка         | 0 - 1                         | Куба     |

| 4 октября 1971 | \| Куба \| 0 - 0 \| Ямайка \| | Гавана |
| Куба           | 0 - 0                         | Ямайка |

 Куба победила с суммарным счётом 1-0 и вышла во второй этап.

### Второй этап
Суринам отказался,  Куба и  Гаити получили путёвки в финальный турнир.

## Центральноамериканская зона

### Первый этап
| 13 сентября 1971 | \| Сальвадор \| 3 - 2 \| Никарагуа \| | Сан-Сальвадор |
| Сальвадор        | 3 - 2                                 | Никарагуа     |

| 15 сентября 1971 | \| Никарагуа \| 0 - 1 \| Сальвадор \| | Сан-Сальвадор |
| Никарагуа        | 0 - 1                                 | Сальвадор     |

 Сальвадор победил с суммарным счётом 3-2 и вышел во второй этап.
| 4 октября 1971 | \| Гондурас \| 1 - 0 \| Гватемала \| | Тегусигальпа |
| Гондурас       | 1 - 0                                | Гватемала    |

| 7 октября 1971 | \| Гватемала \| 1 - 1 \| Гондурас \| | Гватемала |
| Гватемала      | 1 - 1                                | Гондурас  |

 Гондурас победил с суммарным счётом 2-1 и вышел во второй этап.

### Второй этап
Сальвадор в связи с «футбольной войной» отказался встречаться с  Гондурасом,  Гондурас получил путёвку в финальный турнир.

## Североамериканская зона
| 6 октября 1971     | \| Бермудские Острова \| 0 - 2 \| Мексика \| | Гамильтон |
| Бермудские Острова | 0 - 2                                        | Мексика   |

| 13 октября 1971 | \| Мексика \| 4 - 0 \| Бермудские Острова \| | Мехико             |
| Мексика         | 4 - 0                                        | Бермудские Острова |

 Мексика победила с суммарным счётом 6-0 и получила путёвку в финальный турнир. Примечательно, что эта встреча совмещала цели отборочного турнира Чемпионата наций КОНКАКАФ 1971 года и отборочного турнира летних Олимпийских игр 1972 года (см. отборочный турнир по футболу летних Олимпийских игр 1972 года).